# Taux de mutation
 (juin 2017).
Si vous disposez d'ouvrages ou d'articles de référence ou si vous connaissez des sites web de qualité traitant du thème abordé ici, merci de compléter l'article en donnant les références utiles à sa vérifiabilité et en les liant à la section « Notes et références ».
En génétique, le taux de mutation est la vitesse de changement de l'information génétique au cours du temps. Lors de la réplication de l'ADN, le complexe d'enzymes chargé de sa copie, l'ADN polymérase, laisse passer un certain nombre d'erreurs. À une grande échelle de temps, l'information génétique évolue en fonction de ces changements. L'information codant l'ADN polymérase elle-même évolue aussi, ce qui rend ce taux de mutation variable entre les espèces et sur plusieurs centaines de milliers d'années.
L'évolution moléculaire est l'étude de l'évolution à l'échelle de l'ADN, de l'ARN et des protéines. Parmi les nombreux mécanismes qui produisent l'évolution moléculaire, la mutation est l'un des principaux. Les mutations, propriétés importantes de l'évolution, sont à l'origine de la diversité génétique. Elles peuvent avoir des conséquences délétères, avantageuses ou neutres sur le phénotype de l'individu muté. À cause de cette importance, le taux auquel ces mutations se produisent fait l'objet de nombreuses études. Ce taux de mutation peut être défini comme une mesure de la vitesse à laquelle les différents types de mutations se produisent, donnant ainsi la probabilité qu'un allèle soit différent de la copie de celle de ces parents. D'autres méthodes de caractérisation existent également, comme des marqueurs micro-satellites, le nombre de changements par site et par génération, mesuré chez les individus d'une même population.
Il est généralement donné pour une classe spécifique de mutation et pour un organisme donné. Néanmoins, le taux de mutation est compris entre 10−11 et 10−4. On parle ici de taux comme la probabilité d'apparition d’une mutation. Il est communément noté µ et varie considérablement entre les groupes considérés (par exemple entre eucaryotes et procaryotes, ou même au sein d'un seul taxon).

## Qu'est ce que l'évolution?
L'évolution est le changement des fréquences alléliques dans une population au cours du temps. Pour qu'on puisse parler d'évolution, il faut que deux critères soient remplis : il faut qu'il y ait variation et que celle-ci soit héritable.
De nombreux processus sont impliqués dans l'évolution ; nous avons la mutation, l'étranglement génétique, les brassages génétiques, la dérive aléatoire, la sélection naturelle : stabilisante, directionnelle ou diversifiante, la sélection sexuelle, la migration...

## Principales forces de l'évolution
L'évolution repose sur quatre mécanismes principaux : sélection naturelle, dérive génétique, mutation et migration. Les différences de chaque individu apparaissent au commencement sous la forme de mutations. Celles-ci peuvent par la suite être fixée ou non, selon leur impact sur le phénotype, par exemple. La probabilité de fixation dépend donc de deux facteurs que sont la sélection naturelle et la dérive génétique.

### De nouveaux caractères héritables...
Il existe différentes sources de diversité génétique :
- les mutations ponctuelles viables dans la séquence d'ADN des gènes
- les recombinaisons ou brassages génétiques qui se produisent lors de la reproduction sexuée et, chez les bactéries, lors de transferts d'ADN entre cellules.
- les migrations par lesquelles le stock génétique dans une population donnée est renouvelé par l'arrivée d'autres membres de l'espèce porteurs d'un pool génétique différent.

#### La mutation
Une mutation est un changement spontané ou induit qui modifie la séquence nucléotidique. Les mutations peuvent avoir un effet sur phénotype positif (mutation avantageuse) ou négatif (mutation délétère) ou bien pas d'effet (mutation silencieuse). Ce sont ces mutations et la création de nouveaux phénotypes qui vont être sujets à la sélection.

#### La migration
La migration est une force de l'évolution qui augmentera la variabilité génétique d'une population. L'arrivée de nouveaux individus avec des génotypes et des allèles différents permet un meilleur brassage génétique avec la population d'accueil, ce qui permet de faire perdurer les anciens et les nouveaux phénotypes qui eux aussi seront sujets à la sélection.

### ... qui se propagent dans la population

#### Sélection naturelle[1],[2]
Charles Darwin a soutenu le premier l'idée de la sélection naturelle qui résulte de la variation génétique, la présentant comme le principal facteur de l'évolution. Cette variation génétique est un produit de deux processus : la mutation et la recombinaison. Elle repose sur quatre contraintes : la variabilité d'un trait au sein d'une population, l'héritabilité de ce trait et un avantage en termes de valeur sélective.   
Le taux de mutation en lui-même est considéré comme un trait qui est sujet à la sélection, sa valeur étant variable selon les espèces. Le taux de mutation est affecté par la sélection naturelle car il est le résultat d'une fixation ou non de cette mutation. Si la mutation confère un avantage à l'individu la mutation sera sélectionnée, à l'inverse si elle est délétère elle sera éliminée. L'effet de la pression de sélection tend à réduire le taux de mutation au sein du génome.  
Plus le taux de mutations est élevés plus la probabilité de mutations délétères est forte. Pour les sélectionnistes les mutations avantageuses sont plus rares que les délétères mais sont sélectionnées au niveau du phénotype, persistant donc dans la population. L'effet de la pression de sélection a donc pour but principal de réduire le taux de mutation au sein du génome pour réduire ce risque de mutations délétères. Cette pression de sélection fut observée pour la première fois par Sturtevant en 1937, qui affirma que la plupart des mutations spontanées avaient tendance à diminuer la fitness plutôt qu’à l’augmenter. Il se demanda donc pourquoi ce taux de mutation ne tombait pas à 0. C’est Kimura qui proposa 30 ans plus tard l’hypothèse du coût physiologique de la réduction des mutations qui l'empêchait d'être nul. La relecture de l'ADN lors de la réplication est un processus coûteux pour la cellule. C'est pourquoi il existe un compromis entre un fort taux de mutation et donc le risque de mutations délétères et la relecture permettant de diminuer ce taux mais ayant un coût physiologique.  
C'est ce coût qui explique la forte variation du taux de mutation entre les espèces : chez les bactéries il est particulièrement élevé. Ceci est dû au fait que le système d'intégrité et de fidélité de la réplication de l'ADN dépendant de la machinerie enzymatique est très simplifié, le taux d'erreurs lors de la réplication est donc élevé. La vitesse de mutation chez les Procaryotes est donc infiniment plus rapide que chez les Eucaryotes, ajoutant à cela le temps de génération des bactéries qui est très court (20 minutes chez certaines souches de E.coli). Cependant ces mutations fréquentes présentent tout de même un avantage : produire rapidement de nouveaux génotypes qui permettront l'adaptation facile dans le cas d'un environnement instable ou changeant.  
Chez les Eucaryotes, qui sont la plupart du temps des organismes sexués, le fort brassage génétique permet de compenser le taux d'évolution plus faible, introduisant des mutations par recombinaison, permettant une adaptation optimale même dans des milieux peu stables.  Le processus de méiose dissocie l’adaptation du taux de mutation de la mutation engendrée. De plus, la reproduction sexuée permet à la population de se débarrasser des mutations délétères plus efficacement qu’il n’est possible dans les populations a reproduction asexuée.  
Néanmoins, se questionner sur l'impact de la sélection naturelle sur les taux de mutation est une tâche complexe car ces processus affectent à la fois la fitness des individus mais aussi le potentiel évolutif des populations.
La sélection qui permet l'évolution du taux de mutation peut être classée dans 2 catégories : directe ou indirecte. La sélection directe est théoriquement simple et dépend de l'effet de l'allèle mutant sur la condition physique par des facteurs autres que son effet propre sur la mutation. La sélection indirecte, en revanche, dépend de l'association non aléatoire (appelée ”déséquilibre de liaison”) entre l'allèle mutant et allèles à d'autres loci affectant la fitness.

#### Dérive génétique et théorie neutraliste[3],[4]
La dérive génétique est un phénomène de variation aléatoire des fréquences alléliques et se rencontrent la plupart du temps dans des populations de petite taille. Tous les processus biologiques sont influencés par des facteurs aléatoires, mais on peut la plupart du temps prévoir les différents issues liées à ces événements. La sélection naturelle est directionnelle mais la dérive ne suit aucune loi. On appelle goulot d'étranglement l’événement correspondant à une diminution forte de la population due à cette dérive. Après un goulot d'étranglement, la proportion de l'espèce ayant survécu peut à son tour disparaître ou bien être soumise à l'effet fondateur, donnant naissance à une nouvelle population. Les neutralistes montrent l'importance de la mutation et de la dérive génétique aléatoire dans l'évolution du taux de mutation. Ils se basent sur les travaux de Motoo Kimura qui énonce la théorie neutre de l'évolution moléculaire. Celle-ci stipule que la grande majorité des mutations sont neutres, que les mutations avantageuses peuvent être considérées comme infimes et que les mutations délétères sont rapidement éliminées par la sélection naturelle. Ces mutations neutres sont régies par la dérive génétique et contribuent à la fois aux différences entre les espèces mais aussi au polymorphisme au sein des nucléotides.
La théorie neutraliste met en avant l'influence de la dérive génétique sur les taux de mutations. Elle est proposée par Motoo Kimura en 1968. La théorie neutre soutient l'idée que la plupart des mutations sont nuisibles mais qu'elles sont rapidement éliminés par la sélection naturelle. Quant aux mutations considérées comme non nuisibles, elles sont supposées être essentiellement neutres plutôt que bénéfiques. Ces mutations neutres sont caractérisées comme telles car elles n'ont aucun ou très peu d'impact sur la fitness de l'individu. Cela ne signifie pas que le lieu est sans importance, mais que les allèles trouvés à ce locus sont sélectivement neutres.
Par la suite, Kimura affirme que cette théorie ne s'applique qu'au niveau moléculaire et que l'évolution au niveau du phénotype est pour sa part contrôlée par la sélection naturelle. La seconde grande hypothèse de Motoo Kimura énonce donc que la plupart des changements évolutifs ne sont pas provoqués par la sélection naturelle mais par le résultat de la dérive génétique agissant sur des allèles mutants qui sont neutres. La dérive génétique est un phénomène de variation aléatoire au cours du temps sur des fréquences alléliques dans des populations. Kimura poursuit en disant qu'en absence de sélection, c'est-à-dire en présence d'allèle neutre, celui-ci finit toujours par se fixer et envahir la population ou disparaître. Notons que, si une mutation est avantageuse, nous aurons une sélection positive (sélection adaptative) sur cette mutation, augmentant la probabilité qu'elle se fixe dans la population. À l'inverse, si une mutation délétère se produit, la probabilité de fixation est réduite, car il se produit une sélection dite négative (sélection purifiante).
Ainsi la théorie de Motoo Kimura suppose que les deux principaux moteurs de l'évolution moléculaire sont la dérive génétique principalement et la sélection négative.[pas clair] On ne considère pas la sélection positive car les mutations avantageuses peuvent être considérées comme infimes et épisodiques.
Il est néanmoins important de comprendre que la théorie neutraliste de l'évolution moléculaire ne nie pas l'existence de la sélection naturelle, mais stipule que l'évolution moléculaire est dominée par l'évolution sélectivement neutre mais que les changements de caractères au niveau phénotypique ont probablement été dominés par la sélection naturelle plutôt que la dérive génétique.
Il existe plusieurs méthodes statistiques pour tester l'évolution neutre et détecter la sélection. Nous pouvons citer le Test de Tajima sur la diversité nucléotidique, les tests de McDonald-Kreitman et HKA (Hudson-Kreitman-Aguade) sur le polymorphisme neutre et la divergence neutre mais également des tests de comparaison des taux de substitution notamment des méthodes heuristiques (approximations) ou des méthodes par vraisemblance (likelihood methods). Les taux de mutation et les taux de substitution sont évidemment liés car les substitutions ne se produisent que si les mutations se produisent, mais il est important de se rappeler qu'ils se réfèrent à des processus différents.
Les taux de mutation se réfèrent à la vitesse à laquelle se produisent des mutations et les taux de substitution se réfèrent à la vitesse à laquelle se produisent des substitutions d'allèles.
Certaines méthodes se basent donc sur un type de mutation que sont les substitutions avec ensuite une sous-classification en deux catégories de substitutions : les substitutions dites synonymes (silencieuses), ne changeant pas l'acide aminé qui a été codé, et les substitutions dites non-synonymes (non-silencieuses) qui modifient l'acide aminé codé.
Ils[Qui ?] estiment ensuite le nombre de substitutions non-synonymes par site non-synonyme (Kns) et le nombre de substitutions synonymes par site synonyme qu'ils nomment (Ks) qui[Quoi ?], pendant le temps ayant séparé deux séquences de leur ancêtre commun, qui[Quoi ?] se sont accumulées. On émet l'hypothèse que les mutations synonymes ne sont pas, ou peu soumises à la sélection, car considérées comme neutres. La vitesse à laquelle elles apparaissent, c'est-à-dire le taux de substitution synonyme, peut donc être considéré comme un bon estimateur du taux de mutation. Nous pouvons donc avoir 3 situations différentes : 
- Si Kns = Ks ; on considère qu'il y a peu de contraintes affectant la nature des acides aminés d'une protéine.
- Si Kns < Ks ; il existe une sélection négative qui élimine les substitutions non-synonymes.
- Si Kns > Ks ; il existe une sélection positive qui favorise les substitutions non-synonymes.

Dans l'hypothèse que les mutations sont sélectivement neutres, on peut calculer la vitesse d'évolution moléculaire, c'est-à-dire le taux de substitution allélique, ici :
nombres de substitutions/génération = (nombres de mutations/génération) × (probabilité de fixation)
λ = μ0.p0
Dans une population diploïde de taille N, nous avons deux exemplaires pour chaque chromosome, donc des gamètes 2N. La probabilité que l'un d'eux subisse une mutation est le taux de mutation μ, alors nous obtenons :  μ0 = 2N.μ
Quand une nouvelle mutation se produit, il n'en existe qu'une seule copie soit 1/2 N. Il[Quoi ?] peut être perçu également comme une mutation neutre qui atteint la fixation avec la probabilité 1/2N
p0 = 1/2N
Nous donnons ainsi : λ = μ0.p0
⇔ λ = (2N.μ).(1/2N)
⇔ λ = μ
En d'autres termes, si les mutations sont sélectivement neutres, le taux de substitution est égal au taux de mutation. C'est pourquoi la théorie neutraliste de l'évolution moléculaire fournit une justification pour l'horloge moléculaire, bien que la découverte de cette horloge précède la théorie neutre.

## Intérêt de l’étude de cette évolution

### L’horloge moléculaire[5]
En 1965, Emile Zuckerkandl et Linus Pauling créaient la notion d’horloge moléculaire après des travaux en 1962 sur le nombre de différences d'acides aminés de l'hémoglobine entre les différentes lignées de [Quoi ?]. Celle-ci stipule que « le taux de divergence en acides aminés est approximativement proportionnel au temps de divergence paléontologique ». Zuckerkandl et Pauling émettent l'hypothèse que la vitesse d'accumulation des changements dans les macromolécules biologiques (les séquences nucléotidiques de l'ADN ou les séquences d'acides aminés des protéines) serait relativement constante au cours du temps. L'horloge moléculaire est utilisée pour estimer les évènements dits de spéciation, nous renseignant ainsi sur la chronologie de multiples évènements évolutifs ayant pu marquer l'histoire de la vie sur terre.
Les travaux de Pauling et de Zuckerkandl peuvent être associés aux travaux sur la théorie neutre de l'évolution moléculaire.
L'horloge moléculaire normale présente malgré tout des facteurs qui limitent son utilisation. Tout d'abord des erreurs de calibrage, car la découverte du plus vieux fossile d’un groupe taxonomique n’est jamais garantie ; le nombre limité d'espèces et de gènes pouvant entraîner une erreur stochastique ; le temps de génération différent et l’existence d’hétérogénéités du taux d’évolution entre lignées, soit par des différences entre espèces, soit par un problème de saturation car pour de longues échelles de temps, plusieurs mutations peuvent avoir eu lieu sur un nucléotide : de nombreux sites ont donc subi plusieurs changements mais il n'est possible de détecter que le dernier.
L'horloge globale est donc rarement applicable, car dans la réalité les vitesses d'évolution moléculaires ne sont pas constantes pour les espèces, les gènes et les protéines. Par la suite, Michael Sanderson a mis en œuvre en 1997 une deuxième méthode, l'horloge assouplie. Celle-ci présuppose que les vitesses d'évolution ne varient pas trop brusquement le long des branches d'un arbre phylogénétique. En effet, le taux d'évolution d'une branche de l'arbre phylogénétique est proche de celui de la branche dont elle descend. Sanderson procède ainsi à un lissage des taux d'évolution dans lequel les écarts entre le taux de la branche descendant et celui de la branche parentale sont limités.

## Des taux de mutations: exemples
Les taux de mutation varient d'une espèce à l'autre et d'un locus à l'autre. Il est important de préciser qu’une mutation délétère ou avantageuse dans une population de grande taille peut être neutre dans une population de petite taille.
Il existe plusieurs schémas distincts expliquant la variation des taux de mutations à travers les différents taxons,.

### Les organismes à reproduction asexuée
Les organismes dont le génome est basé sur l’ARN (virus, phages…) ont le taux le plus élevé par génome répliqué car il n’y a pas de mécanismes de relecture sur l’ARN, seulement une maturation.
On observe également un taux de mutation élevé chez les Procaryotes (“microbes”). Ce fort taux facilite la fuite de la surveillance du système immunitaire de l’hôte, grâce à une possibilité d’adaptation plus rapide. Il est possible aussi que ce taux ne puisse pas être moins élevé, car il est le résultat d’une réduction du coût de la relecture et de la réparation de la séquence génomique lors de la réplication. On note G la taille du génome étudié.

### Les organismes à reproduction sexuée
Les populations sexuées subissant des forts brassages génétiques, le processus de méiose dissocie l'adaptation du taux de mutation de la mutation engendrée. De plus, la reproduction sexuée permet à la population de se débarrasser des mutations délétères plus efficacement qu'il n'est possible dans les populations à reproduction asexuée.
Le taux de mutation est différent selon l'espèce considéré : 2,3 × 10−10 chez Caenorhabditis elegans, 3,4 × 10−10 chez la Drosophile, 1,8 × 10−10 chez la Souris, 5 × 10−11 chez l'Homme.
Chez les mammifères, et particulièrement les humains, le taux de mutation est plus élevé chez les mâles, à cause du nombre plus élevé de divisions dans la lignée germinale qui mène au spermatozoïde que dans celle qui mène à l'ovule.